# 王冰冰 (运动员)
王冰冰（1969年12月31日—）是中國滑雪登山運動員。
2007年亞洲滑雪登山錦標賽中國選拔賽成員，獲得第三名。